# Francisco Prado
Francisco Prado (Coreaú, 22 de junho de 1886 — Rio de Janeiro, 15 de março de 1932) foi um professor, advogado e político brasileiro com atuação no Ceará, onde foi eleito deputado estadual.

## Biografia
Filho de Miguel Leocádio do Prado e Maria do Carmo Carneiro do Prado, recebeu os estudos iniciais tendo a mãe como professora. Em 1900 entrou para o Liceu do Ceará e, em 1905, iniciou o curso de direito na Faculdade de Direito do Ceará. Em 1906 transferu-se para a Faculdade de Direito do Pará. 
Em 4 de janeiro de 1910 casou-se com Julieta Prado. Em 2 de julho de 1910 foi nomeado professor de mecânica e astronomia no Liceu do Ceará. Em 1910 foi um dos co-fundadores do jornal O Lábaro.

### Deputado estadual
Nas eleições do Ceará de 1920 foi eleito deputado estadual, e reeleito em 1924. Exerceu o mandato até a legislatura de 1928, quando candidatou-se a deputado federal e não figurou entre os eleitos.

### Academia Cearense de Letras
Em 1922 tornou-se membro da Academia Cearense de Letras.